# Peter Gordeno (ur. 1964)

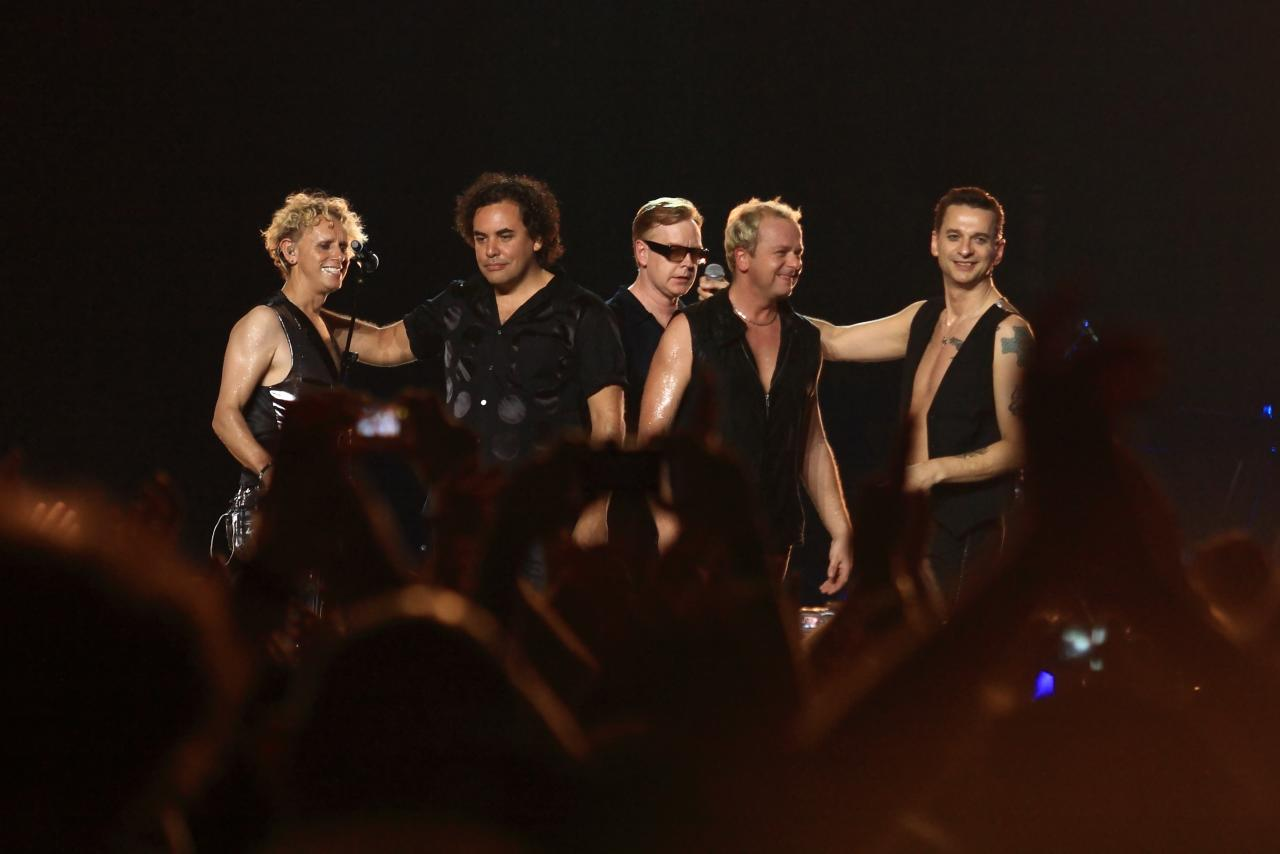
Peter Gordeno (drugi od lewej) z pozostałymi członkami Depeche Mode

Peter Gordeno (ur. 20 lutego 1964 w Londynie) – brytyjski muzyk koncertowy i muzyk sesyjny.

## Życiorys
Jest znany z występów z grupą synthpopową Depeche Mode, z którą współpracuje od 1998, uczestnicząc w nagraniach i koncertach, jednak podobnie jak perkusista Christian Eigner oficjalnie do niej nie należy. Gordeno wykonuje klawiszowe partie utworów należące wcześniej do byłych członków grupy – Alana Wildera i Vince'a Clarke'a, okazjonalnie też śpiewa i gra na gitarze basowej. Uczestniczył w solowej trasie Martina Gore'a w 2003. Ponadto współpracował z George'em Michaelem.
Jest synem tancerza i kabareciarza Petera Gordeno seniora. Ze strony ojca ma korzenie włoskie, szkockie i birmańskie.

## Źródła i linki zewnętrzne
- Dyskografia Petera Gordeno